# Деушево
Деу́шево (рос. Деушево, башк. Дәүеш) — село (у минулому присілок) у складі Караідельського району Башкортостану, Росія. Входить до складу Куртликульської сільської ради.
Населення — 210 осіб (2010; 238 у 2002).
Національний склад:
- татари — 91 %